# Carl Holmberg (sångare)
Carl August Holmberg, född 11 november 1910 i Maria Magdalena församling i Stockholm, död 5 mars 1976 i Högalids församling i Stockholm, var en svensk sångare.
Holmberg utbildade sig till målare, och arbetade under några år som sådan. Han debuterade som sångare på grammofonskiva 1942 och hade sin storhetstid som artist under 1950-talet då han fick smeknamnet Söders Sinatra.
Efter sångkarriären var han kassör på Etnografiska museet i Stockholm.
Holmberg är begravd på Sandsborgskyrkogården i Stockholm.

## Diskografi (urval)
- Höstdrömmar
- Den är din melodi (No te importe saber) – Seymour Österwalls orkester (debutskivan)
- The Echo of a Serenade (Consuela) – Lulle Ellboj's orkester
- Allt detta och himlen därtill – Waldimirs orkester
- I dina blåa ögon – Thore Ehrlings orkester
- Auf Wiederseh'n, my dear – Gösta Theselius orkester
- Avsked – Gunnar Svenssons orkester
- Beate-Christine – Åke Jelvings orkester
- Du kommer till mig i en sång (You Keep Coming Back Like a Song) – William Linds orkester
- Förgäves (Without You) – Charles Redlands orkester, Sonora 23 mars 1949
- En röd blomma till en blond flicka (Red Roses for a Blue Lady) – Seymour Österwalls orkester
- På promenaden (Easter Parade) – Åke Jelvings ensemble
- Sången från Moulin Rouge (The Song from Moulin Rouge) – Sonoraorkestern
- Säg det i toner ur filmen Säg det i toner – Gösta Theselius orkester
- Den ena röd, den andra vit – (Sonora SEP17)
- Den ena röd, den andra vit – Gösta Theselius orkester
- Någon stal mitt hjärta – Gösta Theselius orkester
- Vill du bli min för hela livet – Gösta Theselius orkester
- Mallorca – Gösta Theselius orkester